# LNWR Cornwall
La Cornwall (« Cornouailles ») est une locomotive à vapeur d'architecture innovante, conçue pour le London and North Western Railway par Francis Trevithick, fils de Richard Trevithick. Construite en 1847, elle est du type 211 avec des roues motrices de très grande taille. Elle a été présentée à l'Exposition universelle de 1851.
La solution privilégiée à l'époque pour réaliser des locomotives rapides, reposait sur des roues motrices de grand diamètre. Mais la hauteur de l'axe de ces roues était incompatible de la recherche — jugée pertinente à l'époque — d'un centre de gravité suffisamment bas pour que les locomotives restent stables en virage. Les locomotives Crampton optaient pour une chaudière assez basse et un essieu moteur placé derrière la chaudière. Cette locomotive explorait une option plus radicale, en augmentant encore la taille de l'essieu moteur (avec un diamètre de 2.59 m) et en plaçant la chaudière… ni plus ni moins que sous l'essieu. Une troisième architecture sera explorée en 1855 avec l'Aigle et sa chaudière à deux corps. Mais ces deux tentatives s'avérèrent infructueuses, principalement du fait de la taille limitée de la chaudière. On s'est depuis convaincu qu'un CdG bas n'est pas déterminant pour la stabilité de la locomotive et que le relever permet de mieux solliciter la voie, en soulageant les efforts transverses au profit d'efforts verticaux.
C'est pour cela que ce prototype a été profondément reconstruit en 1858, devenant une 111 classique, avec la chaudière placée au-dessus de l'essieu moteur malgré sa hauteur. Des composants de cette locomotive renouvelée sont communs avec la classe Problem ; le double châssis avec le mécanisme disposé entre les deux longerons est en revanche conservé. 
En 1902, elle est choisie pour devenir la locomotive titulaire pour la remorque des trains d'inspection, un rôle qu'elle assurait encore en 1925 tout en remorquant occasionnellement un express en double traction.
Elle est conservée au Shildon Locomotion Museum, dans son état de 1858.

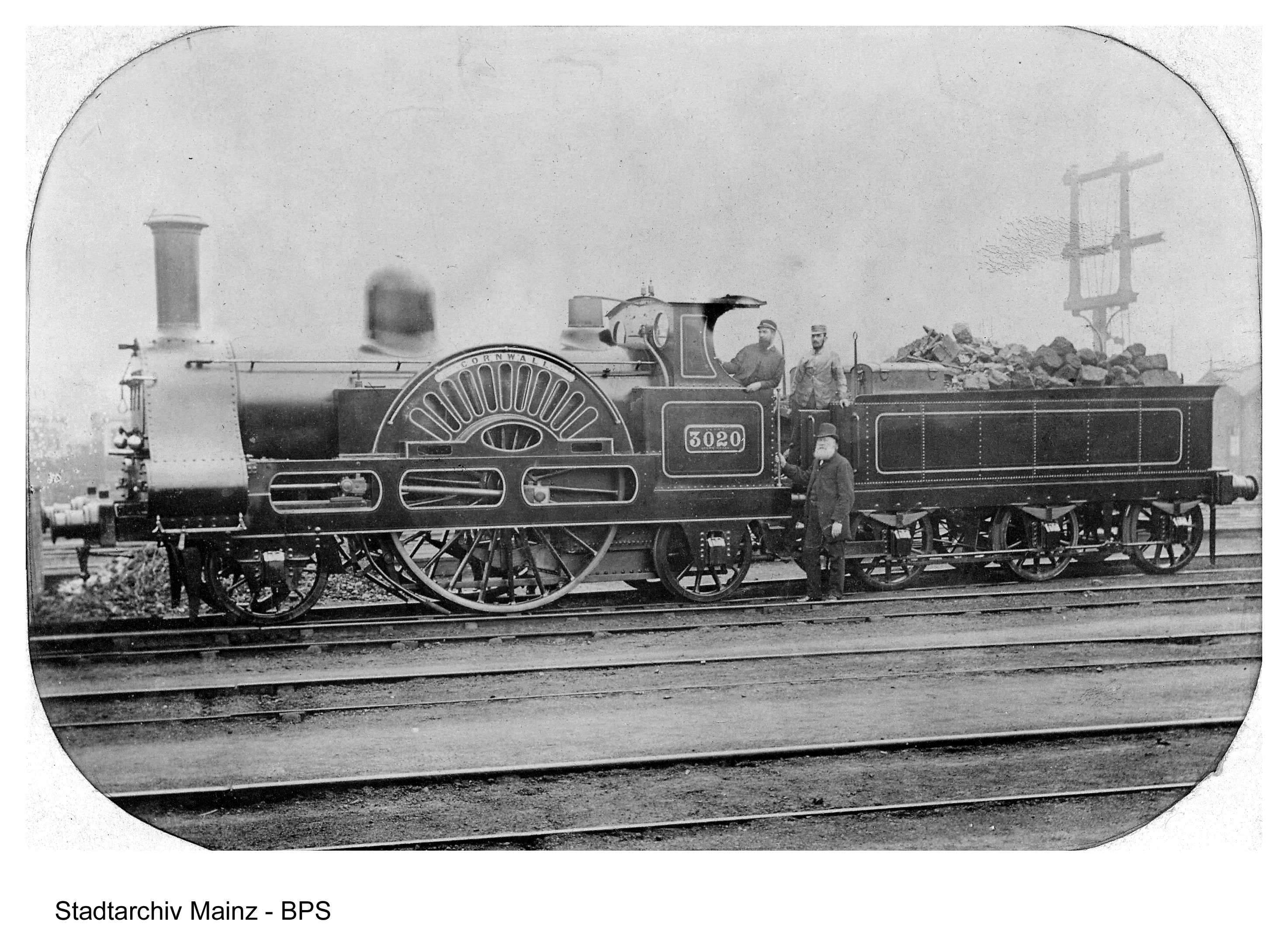
La Cornwall après reconstruction.
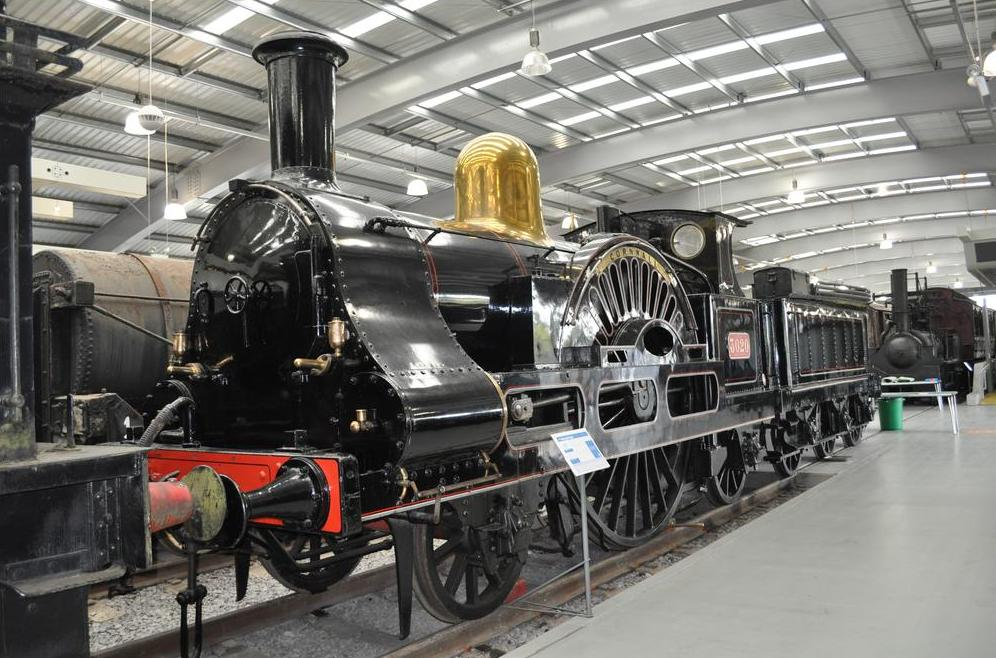
Au musée de Shildon.
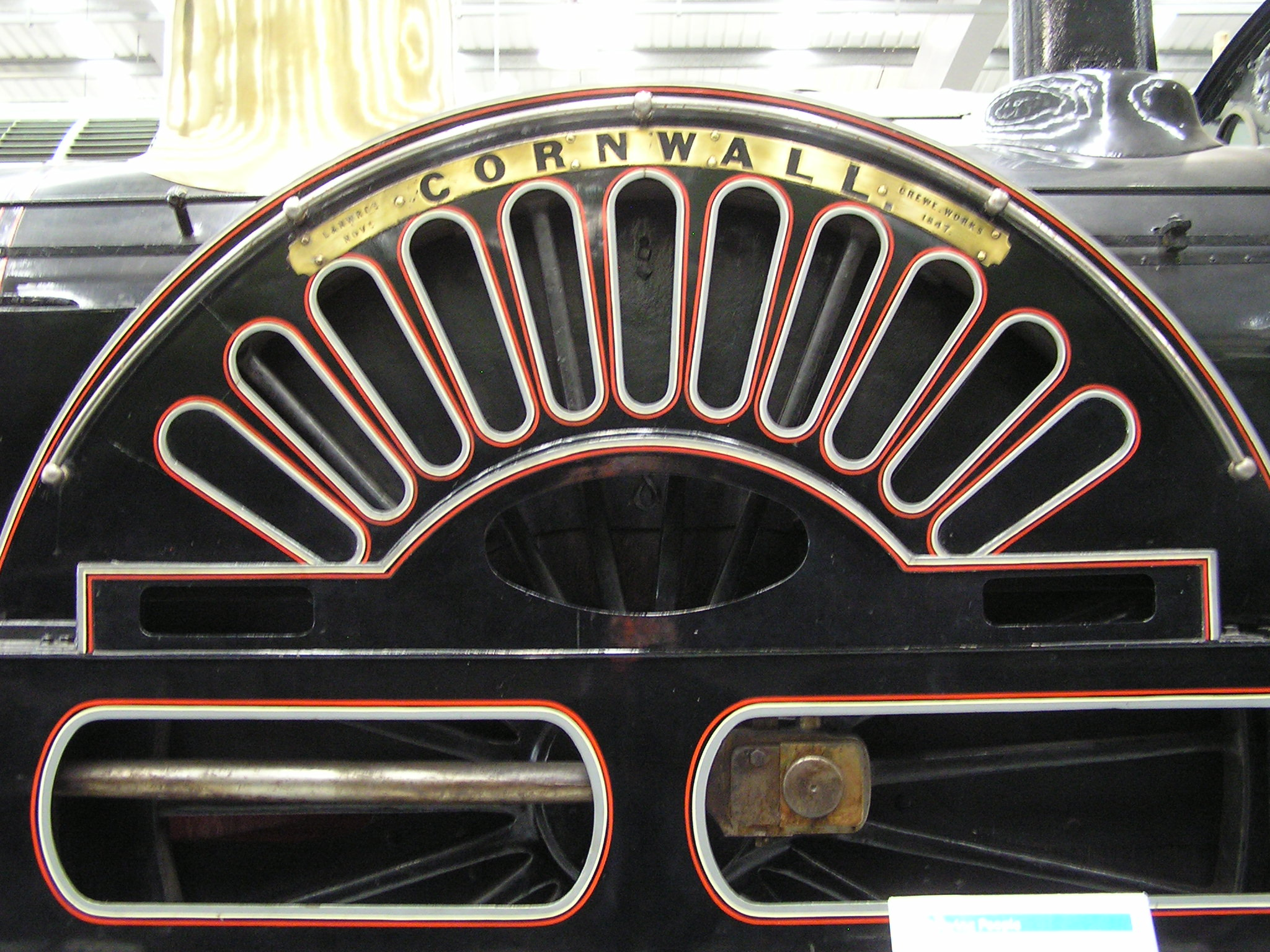
Détail du couvre-roues.